# Finnische Badmintonmeisterschaft 2019
Die Finnische Badmintonmeisterschaft 2019 fand vom 1. bis zum 3. Februar 2019 in Vantaa statt.

## Medaillengewinner
| Disziplin    | Gold                        | Silber                              | Bronze                           |
| ------------ | --------------------------- | ----------------------------------- | -------------------------------- |
| Herreneinzel | Eetu Heino                  | Kalle Koljonen                      | Henri Aarnio                     |
| Herreneinzel | Eetu Heino                  | Kalle Koljonen                      | Iikka Heino                      |
| Dameneinzel  | Airi Mikkelä                | Getter Saar                         | Hanna Karkaus                    |
| Dameneinzel  | Airi Mikkelä                | Getter Saar                         | Nella Siilasmaa                  |
| Herrendoppel | Anton Kaisti Oskari Larkimo | Ville Lång Pekka Ryhänen            | Jesper Hertzen Von Mika Köngäs   |
| Herrendoppel | Anton Kaisti Oskari Larkimo | Ville Lång Pekka Ryhänen            | Miika Lahtinen Jere Övermark     |
| Damendoppel  | Airi Mikkelä Sonja Pekkola  | Maija Krzywacki Inalotta Suutarinen | Tuuli Härkönen Elina Niiranen    |
| Damendoppel  | Airi Mikkelä Sonja Pekkola  | Maija Krzywacki Inalotta Suutarinen | Mathilda Lindholm Jenny Nyström  |
| Mixed        | Iikka Heino Jenny Nyström   | Anton Kaisti Inalotta Suutarinen    | Oskari Larkimo Sonja Pekkola     |
| Mixed        | Iikka Heino Jenny Nyström   | Anton Kaisti Inalotta Suutarinen    | Julius von Pfaler Tuuli Härkönen |